# Rejon brzeżański
Rejon brzeżański – była jednostka administracyjna Ukrainy, w składzie obwodu tarnopolskiego.
Centrum rejonu to Brzeżany. Powierzchnia rejonu wynosiła 661 km², a ludność – 21 096 osób.

## Spis miejscowości
- Baranówka (Баранівка)
- Baźnikówka (Базниківка)
- Bożyków (Божиків)
- Brzeżany (Бережани)
- Buszcze (Біще)
- Czerwone (Червоне)
- Demnia (Демня)
- Dibrowa (Діброва)
- Dryszczów (Надрічне)
- Dulaby (Дуляби)
- Dworce (Двірці)
- Gaj (Гайок)
- Hinowice (Гиновичі)
- Hucisko (Гутисько)
- Jasne (Ясне)
- Komarówka (Комарівка)
- Kotów (Котів)
- Krasnopuszcza (Краснопуща)
- Kuropatniki (Куропатники)
- Kurzany (Куряни)
- Kąty (Кути)
- Kwitkowe (Квіткове)
- Leśniki (Лісники)
- Litiatyn (Літятин)
- Łapszyn (Лапшин)
- Mieczyszczów (Мечищів)
- Mołochów (Молохів)
- Nadorożniów (Надорожнів)
- Narajów (Нараїв)
- Nowa Grobla (Нова Гребля)
- Olchowiec (Вільховець)
- Pawłów (Павлів)
- Pidlisne (Підлісне)
- Pisarówka (Писарівка)
- Plichów (Пліхів)
- Podwysokie (Підвисоке)
- Poruczyn (Поручин)
- Posuchów (Посухів)
- Potoczany (Поточани)
- Potutory (Потутори)
- Raj (Рай)
- Rekszyn (Рекшин)
- Rohaczyn (Рогачин)
- Rybniki (Рибники)
- Sarańczuki (Саранчуки)
- Sławentyn (Слов'ятин)
- Stryhańce (Стриганці)
- Szajbówka (Шайбівка)
- Szybalin (Шибалин)
- Trościaniec (Тростянець)
- Urmań (Урмань)
- Wierzbów (Вербів)
- Wołoszczyzna (Волощина)
- Wulka (Волиця)
- Zalużżja (Залужжя)
- Żółnówka (Жовнівка)
- Żuków (Жуків)